# لیگ‌های فوتبال ایالتی برزیل
مسابقات قهرمانی فوتبال ایالات برزیل، مسابقات حرفه‌ای فوتبال مردان بزرگسال در برزیل است که بین ژانویه و آوریل برای مناطق شمال شرقی، مرکزی-غربی، جنوب شرقی و جنوبی برگزار می‌شود. با این حال، در برخی از ایالت‌های منطقه شمالی، در ماه مه یا ژوئن اتفاق می افتد. قهرمانی پائولیستا، یکی از این لیگ‌ها است که در سال ۱۹۰۲ آغاز شده است و قدیمی‌ترین مسابقات فوتبال در برزیل به شمار می‌آید. همه باشگاه های فوتبال حرفه ای در برزیل چه آن‌هایی که در لیگ‌های کشوری حضور دارند و چه آن‌هایی که حضور ندارند، در مسابقات قهرمانی ایالتی بازی می‌کنند.
مسابقات قهرمانی ایالتی اولین مسابقات حرفه‌ای بود که در برزیل شکل گرفت و به دلایل اقتصادی و جغرافیایی و به خصوص مسافت طولانی بین شهرهای اصلی کشور و ایالت‌های مختلف، هر یک از ایالت‌های برزیل مسابقات قهرمانی فوتبال خود را ایجاد کردند.  به این ترتیب، لیگ‌های ایالتی رقابت اصلی بودند و حتی پس از ایجاد یک لیگ کشوری مناسب در سال ۱۹۷۱، لیگ‌های ایالتی تا دهه ۱۹۸۰ و ۱۹۹۰ برای طرفداران برزیلی معتبر و مهم باقی ماندند تا زمانی که مسابقات کشوری و قاره‌ای از نظر اهمیت از آن‌ها پیشی گرفتند. در حال حاضر، مسابقات قهرمانی ایالتی به عنوان یک پیش فصل برای لیگ‌های کشوری برزیل و فصل اصلی برای تیم های کوچکتر که در هیچ رقابت کشوری حضور ندارند، عمل می‌کند.
مسابقات قهرمانی ایالتی به عنوان یک لیگ موازی با لیگ‌های کشوری برزیل برگزار می‌شود. باشگاه‌ها در مسابقات کشوری و ایالتی برزیل به طور همزمان با یکدیگر رقابت می‌کنند. هر لیگ ایالتی فرمت و دسته‌بندی‌های خاص خود را به همراه صعود و سقوط دارد. رتبه‌بندی خوب در جدول، تیم‌ها را واجد شرایط جام حذفی برزیل سال آینده، مسابقات منطقه‌ای جام شمال شرقی و کوپا ورده (جام سبز) می‌کند، و تیم‌هایی که در لیگ‌های کشوری حضور ندارند به سری دی سال آینده صعود می‌کنند.

## فهرست لیگ‌های فوتبال ایالتی برزیل
| ایالت            | لیگ قهرمانی                   | بیشترین قهرمانی               |
| ---------------- | ----------------------------- | ----------------------------- |
| اکری             | Campeonato Acreano            | Rio Branco FC (۴۹)            |
| آلاگواس          | Campeonato Alagoano           | سنترو اسپورتیوو آلاگوانو (۴۰) |
| آماپا            | Campeonato Amapaense          | Macapá (۱۷)                   |
| آمازوناس         | Campeonato Amazonense         | Nacional (۴۳)                 |
| باهیا            | قهرمانی بایانو                | باهیا (۵۱)                    |
| سئارا            | قهرمانی سئارنسه               | سئارا (۴۷)                    |
| ناحیه فدرال      | Campeonato Brasiliense        | گاما (۱۴)                     |
| اسپیریتو سانتو   | Campeonato Capixaba           | Rio Branco-ES (۳۸)            |
| گوییاس           | قهرمانی گویانو                | گوییاس (۲۸)                   |
| مارانیائو        | Campeonato Maranhense         | سامپایو کوریا (۳۷)            |
| ماتو گروسو       | Campeonato Mato-Grossense     | Mixto (۲۴)                    |
| ماتوگروسو جنوبی  | Campeonato Sul-Mato-Grossense | Operário-MS (۱۳)              |
| مینا ژرایس       | قهرمانی مینیرو                | اتلتیکو مینیرو (۵۰)           |
| پارا             | Campeonato Paraense           | Paysandu (۵۰)                 |
| پارائیبا         | Campeonato Paraibano          | Botafogo-PB (۳۰)              |
| پارانا           | قهرمانی پارانائنسه            | کوریتیبا (۳۹)                 |
| پرنامبوکو        | قهرمانی پرنامبوکانو           | اسپورت رسیفی (۴۵)             |
| پیاوی            | Campeonato Piauiense          | River (۳۲)                    |
| ریو دو ژانیرو    | قهرمانی کاریوکا               | فلامینگو (۳۹)                 |
| ریو گرانده شمالی | Campeonato Potiguar           | ای‌بی‌سی (۵۷)                   |
| ریو گرانده جنوبی | قهرمانی گائوشو                | اینترناسیونال (۴۶)            |
| روندونیا         | Campeonato Rondoniense        | Ferroviário (RO) (۱۷)         |
| رورایما          | Campeonato Roraimense         | Baré (۲۶)                     |
| سانتا کاتارینا   | قهرمانی کاتاریننسه            | آوای (۱۹)                     |
| سائو پائولو      | قهرمانی پائولیستا             | کورینتیانس (۳۱)               |
| سرژیپه           | Campeonato Sergipano          | سرژیپه (۳۷)                   |
| توکانتینس        | Campeonato Tocantinense       | Palmas (۸)                    |